# Дьерфи, Золтан Золтанович
Золтан Золтанович Дьерфи (венг. Györffy Zoltán; род. 27 июня 1928, Ужгород) — венгерский и советский футболист, нападающий, полузащитник. Тренер.

## Биография
Начинал играть в молодёжной команде «Русь» Унгвар, которую тренировал его отец Золтан Степанович Дьерфи в 1939—1944 годах. После Великой Отечественной войны Закарпатье было присоединено к Украинской ССР, и Дьерфи стал играть за «Спартак» Ужгород. В 1949—1950 годах выступал за дубль «Динамо» Киев, после чего вернулся в Ужгород. В 1955—1956 годах выступал за «Спартак» Ивано-Франковск.
Участник первого чемпионата СССР по хоккею с шайбой 1946/47 в составе «Спартака» Ужгород.
В 1957—1961 годах тренировал «Химик» Калуш, в 1969—1970 годах — «Верховину» Ужгород. До выхода на пенсию занимался общественной работой и развитием футбола на местном уровне.